# Charles Joseph Sainte-Claire Deville

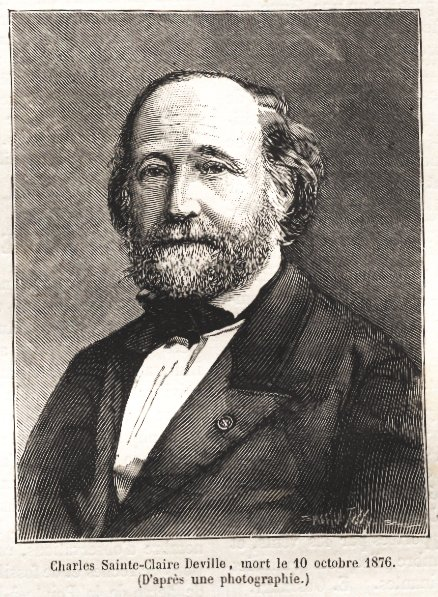
Charles Joseph Sainte-Claire Deville

Charles Joseph Sainte-Claire Deville (* 26. Februar 1814 in Saint Thomas; † 10. Oktober 1876 in Paris) war ein französischer Geologe und Meteorologe.

## Leben
Deville studierte an der École des Mines in Paris und war ein Schüler von Élie de Beaumont, dessen Assistent er ab 1855 am Collège de France war. 1875 wurde er dort sein Nachfolger als Professor für Geologie.
Er forschte auf den Antillen und Teneriffa und beobachtete Ausbrüche von Stromboli und Vesuv. Er entwickelte eine Theorie der Vulkanausbrüche aufgrund von in Spalten eindringenden Seewassers. Als Meteorologe untersuchte er Temperaturvariationen in der Atmosphäre und im Meer. 1872 war er Generalinspektor des meteorologischen Dienstes in Frankreich geworden und baute eine Kette von Beobachtungsstationen in Frankreich und Algerien auf. 1873 gründete er das meteorologische Observatorium in Montsouris in Paris. Mit Émilien Renou gründete er die französische meteorologische Gesellschaft (Société météorologique de France). Deville befasste sich auch mit Mineralchemie. Er beobachtete 1843 das Erdbeben auf den kleinen Antillen.
1859 gelang ihm mit Daniel Balleys, Emmanuel Balleys, Gaspard Balleys und Basile Dorsaz die Erstbesteigung des Combin de Grafeneire im Grand Combin (mit 4314 m dort der höchste Gipfel) in den Walliser Alpen der Schweiz.
Deville war der Bruder von Henri Etienne Sainte-Claire Deville.
1857 wurde er Mitglied der Académie des sciences. 1862 wurde er Offizier der Ehrenlegion.

## Schriften
- Études géologiques sur les îles de Ténériffe et de Fogo suivi d'une statistique abrégée des îles du Cap-Vert et d'une notice bibliographique, Paris, Gide 1848
- Recherches sur les principaux phénomènes de metéorologie et de physique terrestre aux Antilles, 1849
- Voyage géologique aux Antilles et aux Iles de Ténériffe et de Fogo, 1856–1864
- Lettres à M. Elie de Beaumont sur l'éruption du Vésuve, Compte Rendus Acad. Sci. 1855
- Eruptions actuelles du volcande Stromboli, 1858
- Sur les variations périodiques de la température, 1866